# أريان جولجانبور
أريان جولجانبور (مواليد 7 يونيو 1995) هو لاعب كرة قدم فنلندي محترف يلعب كخط وسط لصالح نادي يوفاسكولا.

## مسيرته الكروية
في 13 يناير 2023، وقع أريان عقدًا مع نادي يوفاسكولا، وعاد إلى ناديه السابق في مسقط رأسه يوفاسكولا.

## حياته الشخصية
وُلد جولجانبور في فنلندا وهو من أصول عراقية، ويحمل جنسية مزدوجة فنلندية-عراقية. لعب جولجانبور أيضًا كرة الصالات، إلى جانب كرة القدم.

## وصلات خارجية
- أريان جولجانبور في موقع كرة القدم العالمية.نت